# ماريون تالبوت
ماريون تالبوت (بالإنجليزية: Marion Talbot) (31 يوليو 1858 - 20 أكتوبر 1948) كانت عميدة للنساء في جامعة شيكاغو في الفترة ما بين 1895 إلى 1925، وكانت ماريون رائدة مؤثرة في فتح الطريق للنساء للالتحاق بالتعليم العالي في الولايات المتحدة الأمريكية بأوائل القرن العشرين. في عام 1882 وعلى الرغم من كونها طالبة في تلك الفترة، فقد شاركت ماريون في تأسيس الرابطة الأمريكية لنساء الجامعة مع معلمتها إلين سوالو ريتشاردز. وخلال مسيرتها الوظيفية الطويلة في جامعة شيكاغو، قامت ماريون ببذل قصارى جهدها لدعم الطالبات وأعضاء هيئة التدريس من النساء، بالإضافة إلى الوقوف ضد الجهود التي كانت تبذل لتقييد الوصول المتكافئ بين رجال والنساء إلى الفرص التعليمية.

## العمادة
تم تعيين ماريون  كعميدة للنساء في جامعة شيكاغو عام 1899، مما جعلها تحمل فوق عاتقها مسؤولية جميع الطالبات في الجامعة. وقد عملت على رفع مكانة مهنة العمادة، وتدشين أول أجتماعات إقليمية  للعمداء في الغرب الأوسط عام 1902، كما قامت بتأسيس رابطة الخريجات الجامعيات، ذلك بالإضافة إلى استضافة اجتماعات منتظمة للعميدات عام 1911.
كان وليام ريني هاربر - مؤسس جامعة شيكاغو- متشككًا في تطبيق نظام التعليم المختلط، على الرغم من اقتناعه وقبوله هذا الأمر في الجامعة منذ البداية، مما أدي في نهاية القرن إلى شعور إدارة الجامعة بالقلق من أن الغالبية العظمى من طلاب الجامعة أصبحوا من الإناث، لذا فقد عملوا على تطبيق النظام التعليمي القائم على الفصل بين الجنسين في كلية المبتدئين. وقد قامت مالون بقيادة المقاومة ضد هذا الأمر.
وبسبب التزامها بالحفاظ على المساواة في وصول النساء إلى الجامعة، كانت ماريون قلقة من احتمالية أن تؤدى تجاوز الطالبات  إلى إعطاء الفرصة للإدارة  للحد من وصولهن، لذا فقد عملت على وضع معايير صارمة للحفاظ على سلوك الطالبات، ووضعت ( نظام بيت الطالبات الذي تعيش فيه النساء في قاعات سكن مخصصة تحت إشراف أعضاء هيئة التدريس، وقد شغلت مالون منصب  رئيس المقيمين من القاعة الخضراء حتى تقاعدها.
وكان بيت الطالبات في أول الأمر بمثابة جمعيات نسائية مستبعدة وجمعات سرية، إلى أن قامت الجامعة بتبنيه وتطبيقه للطلاب الذكور أيضًا. وكانت قيادة ماريون شائعة بين الطالبات، بعام 1902، لذا فقد قامت الجامعة بنشر منشور يساوي بين دورها بين النساء، ودور المدرب المشهور ألونزو ستاج بين الرجال، وأدى دور ماريون البارز حينها إلى إثارة الرأي العام، بسبب قضية التشهير التي لفتت أنظار واهتمام الصحافة عام 1912، حيث طردت الطالب الجامعي إستر ميرسي بسبب شخصيته السيئة، وقام ميرسي برفع دعوة قضائية ضدها مقابل 100 ألف دولار تعويضًا للأضرار التي تعرض لها، وحكمت المحكمة لصالحه وحكمت عليها بدفع 2.500 دولار، لكن تم إلغاء هذا الحكم في الاستئناف.